# Marçal Aquino
Marçal Aquino (Amparo, 28 de janeiro de1958) é um jornalista, escritor e roteirista brasileiro.

## Literatura e audiovisual
Escreve ficção adulta e juvenil, faz roteiros para o cinema, tendo atuado como consultor no IV Laboratório de Roteiros Sundance/RioFilme, a convite do Sundance Institute, dos EUA, em 2002.
Como roteirista, mantém com o cineasta Beto Brant, uma parceria que já rendeu sete longas-metragens. Além de adaptar os próprios livros, Marçal roteirizou obras de outros escritores, como Lourenço Mutarelli. Para a televisão escreveu, ao lado de Fernando Bonassi, a série Força Tarefa, da Rede Globo.

## Jornalismo
Trabalhou como revisor, repórter e redator nos jornais O Estado de S.Paulo e Jornal da Tarde. Atualmente é freelancer.

## Polêmica
Seu livro Eu Receberia as Piores Notícias dos seus Lindos Lábios foi retirado de um vestibular da Universidade de Rio Verde após o deputado bolsonarista Gustavo Gayer (PL) criticar a obra.

### Prosa
- As Fomes de Setembro (1991, ganhadora do Prêmio V Bienal Nestlé de Literatura)
- Miss Danúbio (1994, ganhadora do Prêmio do Concurso de Contos do Paraná)
- O Amor e Outros Objetos Pontiagudos (1999, ganhadora do Prêmio Jabuti)
- Faroestes (2001)
- Cabeça a Prêmio (2003)
- Famílias Terrivelmente Felizes (2003)
- Eu Receberia as Piores Notícias dos seus Lindos Lábios (2005)
- O Invasor (Relançado pela Cia Das Letras em 2011, na coleção Má Companhia)
- Baixo Esplendor (2021)[4]

### Poesia
- A Depilação da Noiva no Dia do Casamento (1984)
- Por Bares Nunca Dantes Naufragados (1985)
- Abismos: Modos de Usar (1990)

### Juvenis
- A Turma da Rua Quinze (1989)
- O Jogo do Camaleão (1992)
- O Mistério da Cidade-Fantasma (1994)
- O Primeiro Amor e Outros Perigos (1996)

### Roteiros de TV
- Força-Tarefa (telessérie), TV Globo (2009)
- O Caçador, TV Globo (2014)
- Supermax, TV Globo (2016)
- Carcereiros, TV Globo (2017)

### Roteiros de cinema
- Os Matadores (1997)
- Ação entre Amigos (1999)
- O Invasor (2001)
- Nina (2004)
- O Cheiro do Ralo (2006)
- Eu Receberia as Piores Notícias dos Seus Lindos Lábios (2011)
- Pitanga (2017)
- Tungstênio (2018)
- Carcereiros, o filme (2019)
- Persona non grata (2019)

## Obras publicadas no exterior
- L’océan dans lequel j’ai plongé sans savoir nager, Paris, Editions Anacaona, 2012.
- Je suis favela, collectif (nouvelles) Paris, Editions Anacaona, 2011.